# Zenity
Zenity, Zen Dialogs, es un software que permite generar diálogos simples empleando la biblioteca de GTK a manera de wrapper e ideado como sustituto de gdialog para GNOME2 y dialog en consola.

## Diálogos admitidos
Permite diferentes tipos de diálogos que se listan a continuación:
- Calendarios.
- Texto de entrada.
- Mensajes de error, información y advertencia.
- Selección de archivos.
- Listas.
- Ícono en el área de notificación (bandeja del sistema).
- Barra de progreso.
- Pregunta al usuario, dando la posibilidad de responder aceptar o cancelar.
- Solicitar nombre de usuario y contraseña.
- Textos largos.
- Registro de escala.
- Formularios.
- Selección de color.

## Ejemplos
| 1. Ejemplo pregunta:                              |
| $ zenity --question --text "¿te gusta Wikipedia?" |
| El resultado de esto se puede obtener con         |
| $ echo $?                                         |
| aceptar: 0; cancelar 1;                           |

| 2. Ejemplo texto de entrada:                                                                          |
| $ zenity --title="gustos" --entry --text "¿que te gusta de Wikipedia?" --entry-text="describelo aqui" |
| El resultado de esto se obtiene en la salida estándar                                                 |